# Маленькие волшебники
«Маленькие волшебники»(англ.Little wizards) — американский мультсериал для маленьких детей о некоронованном принце и 3х волшебных чертятах. Дата премьеры — 26 сентября 1987 года. Выходил с 1987 по 1988 год. Создан компанией Marvel и характерен тем, что не основан на комиксах издательства.

## Сюжет
Действие разворачивается в средние века. После смерти короля, чёрный маг Рэнвик похитил королевскую корону и взошёл на трон. Маленький принц Декстер, настоящий наследник трона, сбежал в Великий лес, где его перехватил светлый волшебник Финеас. Декстер стал его первым учеником и начал готовиться к обязанностям короля. Но когда Финеас отдавал ему учебники, Декстер случайно пролил в зелье лишний ингредиент, в результате чего на свет появились 3 чертика — крошка Винкел, ворчун Гамп и робкий Бу. Декстер подружился с ними, а Финеас назвал их всех Маленькими Волшебниками. Те в свою очередь готовы помочь ему одолеть Рэнвика и вернуть королевство и законный трон (для принца).

## Главные персонажи
Декстер — маленький принц, настоящий наследник королевского трона. Самый первый и самый храбрый из Маленьких Волшебников. Больше всего на свете мечтает расквитаться с Рэнвиком. Всегда одет в синий жилет, белую рубашку, коричневые штаны и сапоги. За поясом всегда носит деревянный меч.
Гамп, Винкел и Бу — маленькие монстрики, случайно созданные Декстером. У каждого из них есть своя суперспособность. Гамп может превращаться в разные предметы одной лишь силой мысли, Бу — становиться невидимым, а Винкел — летать на своих ногах и удлинять хвост. Гамп постоянно ворчит и грубит; Бу робок, но умён; Винкел обладает ступнями как у кенгуру, а потому передвигается прыжками. Постоянно носит с собой куклу по имени Малышка.
Финеас — гном-волшебник. Является злейшим врагом для Рэнвика и приёмным отцом и учителем для маленьких волшебников. Когда-то Финеас и Рэнвик вместе учились в школе магов и из-за коварства Рэнвика они были врагами.
Лулу — синяя дракончишка с жёлтыми волосами и ассистентка Финеаса, предположительно влюблённая в него. Они познакомились в детстве и с тех пор работают вместе. Финеас всегда ходит в мантии звёздочета (которая длиннее его самого), а у Лулу всегда заплетены волосы. Лулу в детстве обладала большими глазами и растрёпанными волосами, но благодаря волшебному проектору Финеаса стала красивой.
Рэнвик — главный антагонист сериала. Он старый но очень сильный колдун, и нечестно стал королём, похитив корону с тела отца Декстера. Мечтает убить Декстера, чтобы стать полноправным королём. Очень коварен.
Хло — девочка из замка Рэнвика, дочь служанки. Она знает правду про Рэнвика и часто вызывает Маленьких Волшебников с помощью своего маленького воробья Уильяма, которого понимает Винкел. Предположительно, влюблена в Декстера.